# Juncus guadeloupensis
Juncus guadeloupensis är en tågväxtart som beskrevs av Franz Georg Philipp Buchenau och Ignatz Urban. Juncus guadeloupensis ingår i släktet tåg, och familjen tågväxter. Inga underarter finns listade i Catalogue of Life.